# Lanfroicourt
Lanfroicourt est une commune française située dans le département de Meurthe-et-Moselle, en région Grand Est.

## Géographie

### Voies de communication et transports
Lanfroicourt est accessible depuis Nancy par la ligne de bus Fluo numéro R360.
| Armaucourt           | Manhoué      | Aboncourt-sur-Seille |
| Leyr                 | Lanfroicourt |                      |
| Bouxières-aux-Chênes |              | Bey-sur-Seille       |

### Cours d'eau
Le village est situé sur la rive gauche de la Seille qui passe à 300 mètres en contrebas de la commune.

### Hydrographie
La commune est dans le bassin versant du Rhin au sein du bassin Rhin-Meuse. Elle est drainée par la Seille, le ruisseau Rupt du Bois et le Rupt de Voidoncourt,.
La Seille, d'une longueur de 138 km, prend sa source dans la commune de Maizières-lès-Vic et se jette  dans divers bras mort de la Moselle à Metz, après avoir traversé 57 communes. 

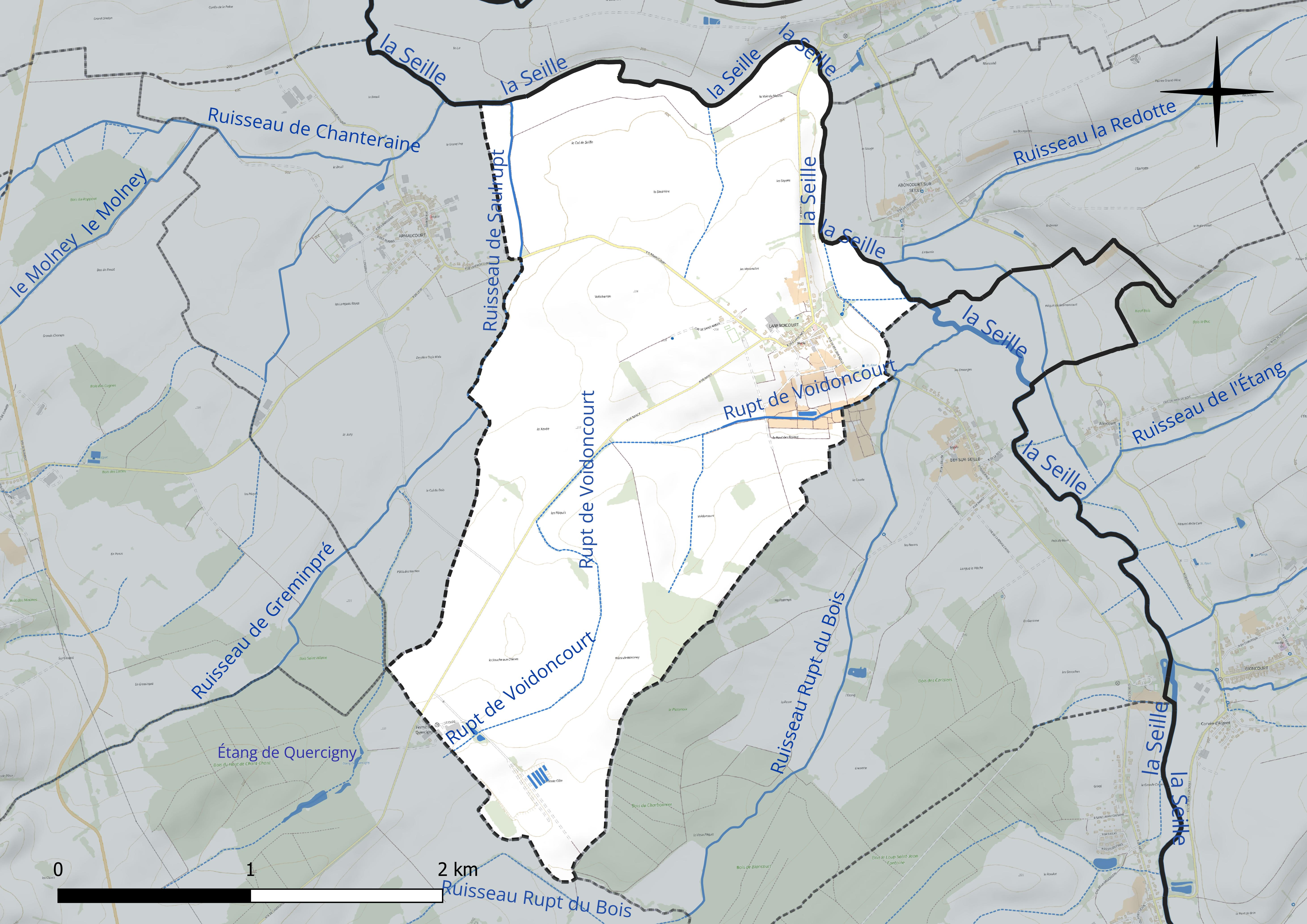
Réseau hydrographique de Lanfroicourt.

### Climat
Pour des articles plus généraux, voir Climat du Grand Est et Climat de Meurthe-et-Moselle.
En 2010, le climat de la commune est de type climat océanique dégradé des plaines du Centre et du Nord, selon une étude du Centre national de la recherche scientifique s'appuyant sur une série de données couvrant la période 1971-2000. En 2020, Météo-France publie une typologie des climats de la France métropolitaine dans laquelle la commune est exposée à un climat semi-continental et est dans la région climatique  Lorraine, plateau de Langres, Morvan, caractérisée par un hiver rude (1,5 °C), des vents modérés et des brouillards fréquents en automne et hiver. 
Pour la période 1971-2000, la température annuelle moyenne est de 9,9 °C, avec une amplitude thermique annuelle de 16,9 °C. Le cumul annuel moyen de précipitations est de 747 mm, avec 11,3 jours de précipitations en janvier et 9 jours en juillet. Pour la période 1991-2020, la température moyenne annuelle observée sur la station météorologique de Météo-France la plus proche, « Nancy-Essey », sur la commune de Tomblaine à 16 km à vol d'oiseau, est de 11,0 °C et le cumul annuel moyen de précipitations est de 746,3 mm. 
La température maximale relevée sur cette station est de 40,1 °C, atteinte le 24 juillet 2019 ; la température minimale est de −24,8 °C, atteinte le 21 février 1956,,. 
Les paramètres climatiques de la commune ont été estimés pour le milieu du siècle (2041-2070) selon différents scénarios d'émission de gaz à effet de serre à partir des nouvelles projections climatiques de référence DRIAS-2020. Ils sont consultables sur un site dédié publié par Météo-France en novembre 2022.

## Urbanisme

### Typologie
Au 1er janvier 2024, Lanfroicourt est catégorisée commune rurale à habitat dispersé, selon la nouvelle grille communale de densité à sept niveaux définie par l'Insee en 2022.
Elle est située hors unité urbaine. Par ailleurs la commune fait partie de l'aire d'attraction de Nancy, dont elle est une commune de la couronne,. Cette aire, qui regroupe 353 communes, est catégorisée dans les aires de 200 000 à moins de 700 000 habitants,.

### Occupation des sols
L'occupation des sols de la commune, telle qu'elle ressort de la base de données européenne d’occupation biophysique des sols Corine Land Cover (CLC), est marquée par l'importance des territoires agricoles (97,8 % en 2018), une proportion identique à celle de 1990 (97,8 %). La répartition détaillée en 2018 est la suivante : 
terres arables (79,6 %), prairies (14 %), zones agricoles hétérogènes (4,2 %), forêts (2,2 %). L'évolution de l’occupation des sols de la commune et de ses infrastructures peut être observée sur les différentes représentations cartographiques du territoire : la carte de Cassini (XVIIIe siècle), la carte d'état-major (1820-1866) et les cartes ou photos aériennes de l'IGN pour la période actuelle (1950 à aujourd'hui).

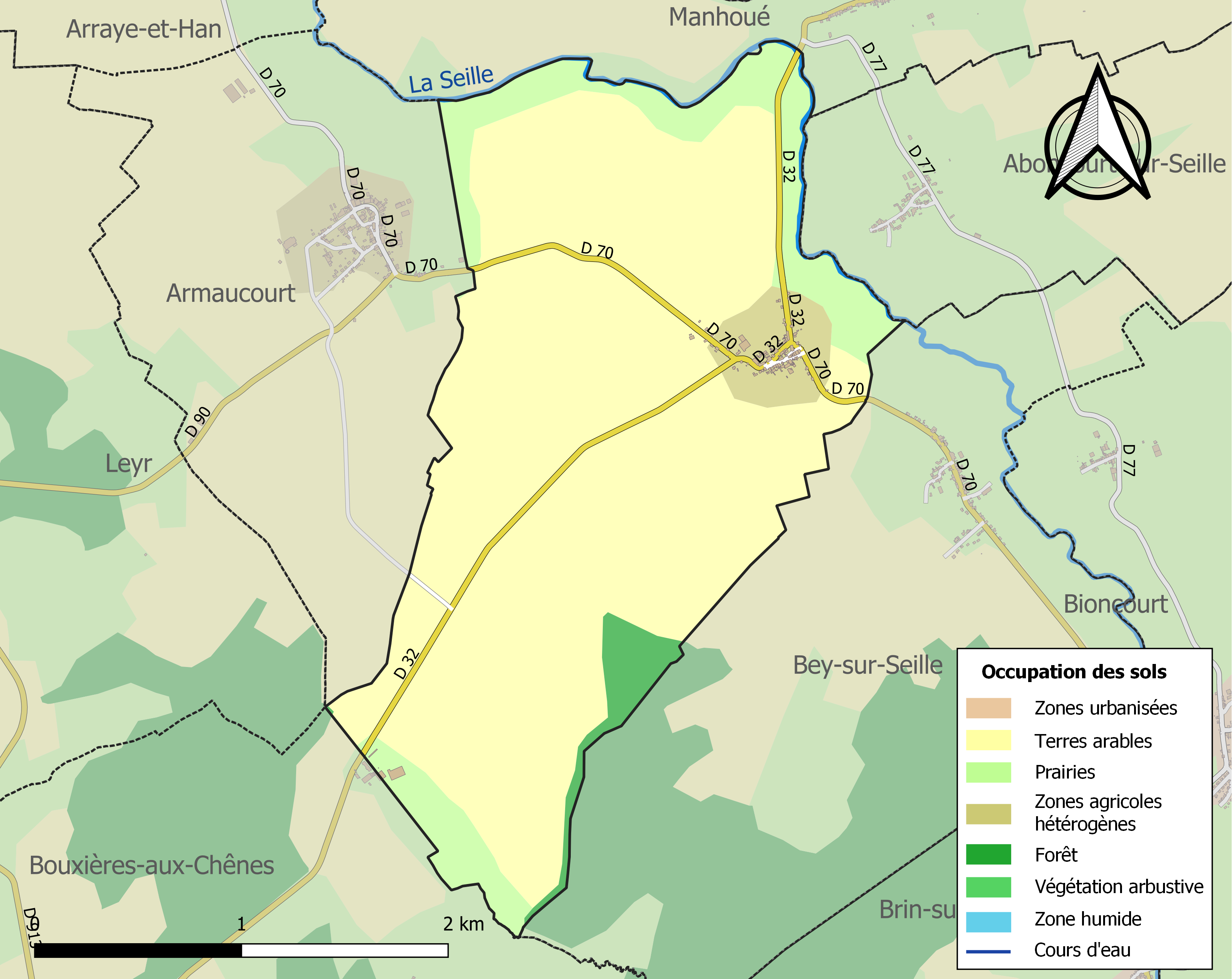
Carte des infrastructures et de l'occupation des sols de la commune en 2018 (CLC).

### Architecture

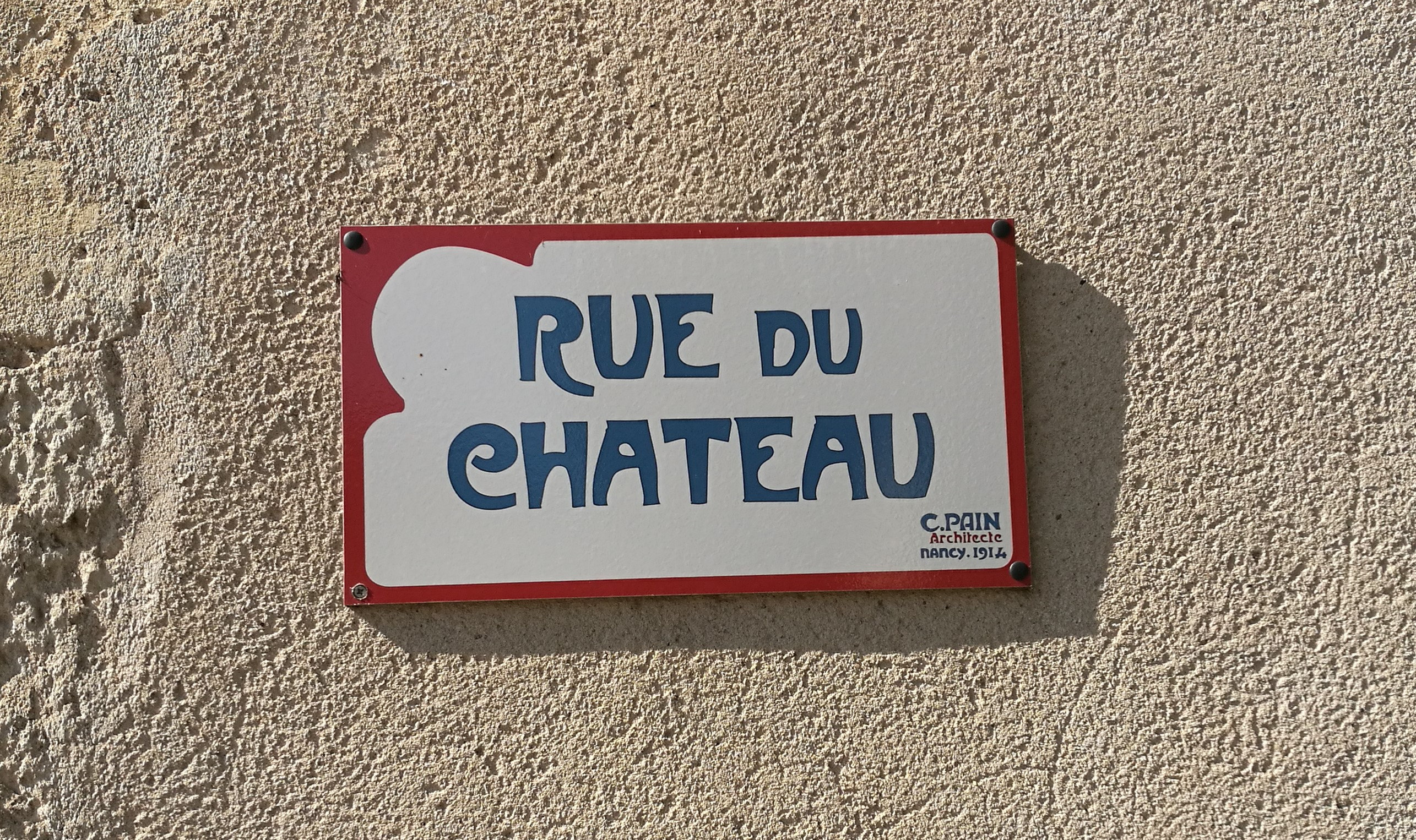
Plaque de rue commémorative à César Pain.

Reconstruction d'un village martyr : Lanfroicourt a subi de nombreuses destructions pendant la première Guerre mondiale, environ 90 % des bâtiments ont été détruits par les bombardements. Le village entre donc après guerre dans le plan de reconstruction du nord-est de la France. Cette reconstruction suivait les théories hygiénistes alors en vogue et prévoyait d'améliorer la luminosité et la bonne ventilation entre les rues. La tache fut confiée à l'architecte César Pain, avec le financement de l'État français.
L'architecte expérimenté César Pain va devoir revoir l'ensemble de son style architectural pour coller aux exigences de la reconstruction. Il s'éloignera de l’architecture balnéaire dont il a fait la démonstration plusieurs fois à Nancy et travaillera beaucoup sur les rues du village. Celles-ci sont arrondies aux angles, élargies quand les voies se rencontrent, tout cela pour permettre la bonne ventilation et ensoleillement. La rue devient également uniquement un lieu de circulation pour résoudre le problème des fumiers qui s'entassaient sur les usoirs communaux. Des chemins de dessertes sont créés pour permettre un accès aux champs facilité pour les agriculteurs.
Les plans de fermes sont également revues pour obtenir une hygiène plus satisfaisante, le corps d'habitation est différencié du corps de bâtiments destiné aux activités agricoles. Plus généralement, les maisons deviennent moins profondes, les pans de toitures sont plus prononcés et les surfaces vitrées plus importantes. 
La reconstruction du village prendra du temps. Le ministre des régions libérées Charles Reibel viendra prendre connaissance de l'avancée des travaux en mars 1922.

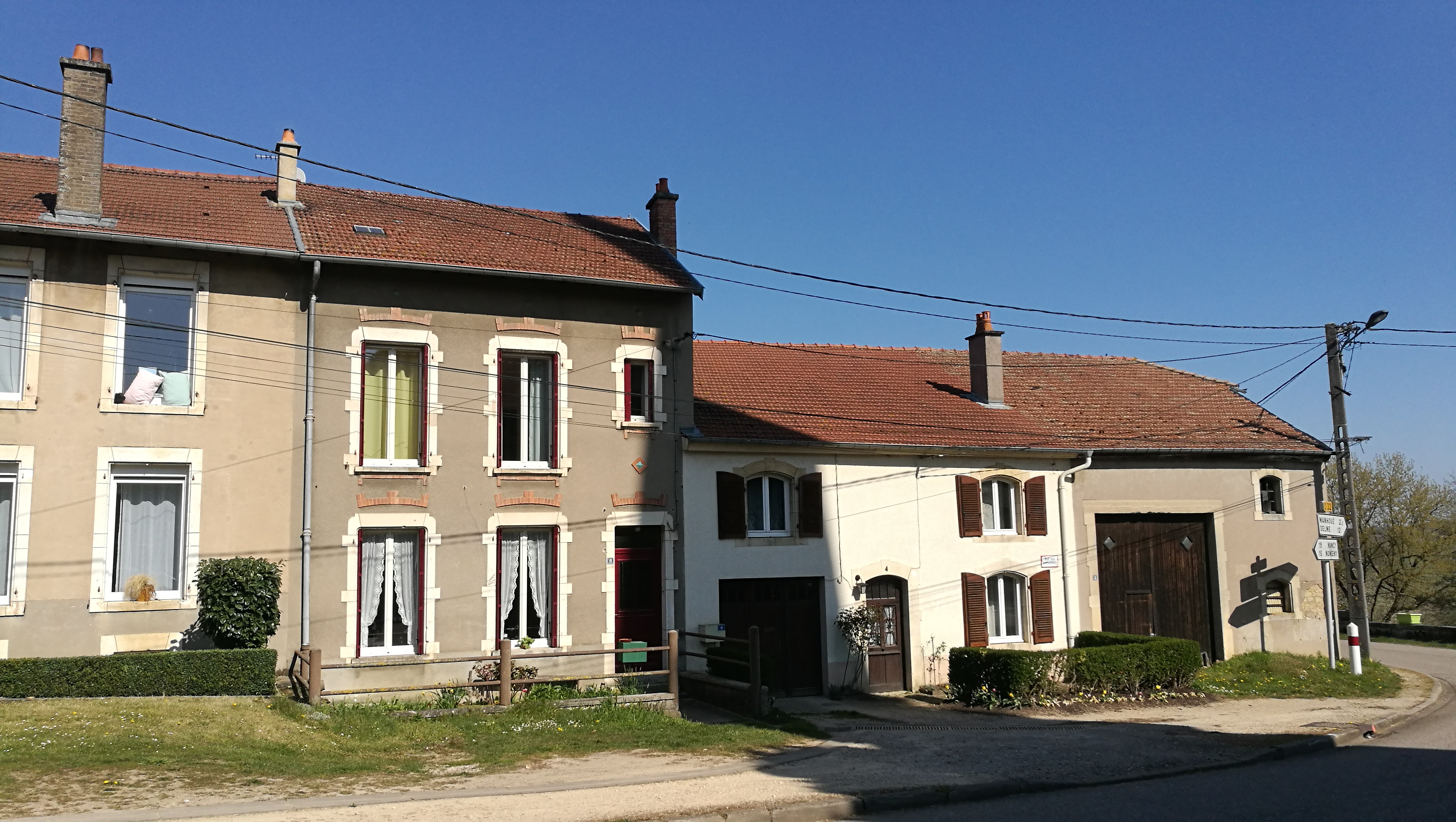
Ensemble d'habitations avant reconstruction (à droite) et après (à gauche) rue des Capucines (Lanfroicourt)

## Toponymie
Mentions anciennes : Lanfrecurt (1127-1168), Lanfroicourt-sur-Seille (1334), Lanfracourt (1591), Lanfrocourt (1594), Lantfridi curtis (1675), Lanfrocurt (1783).
L'héritage toponymique latin de Lanfroicourt provient de la population autochtone gallo-romaine d'époque. Il y a possiblement eu quelques installations franques au VIe siècle mais ces derniers n'ont jamais réussi à prendre le pas sur la population locale parlant le bas latin et nommant les lieux dans la continuité de leur langage.
Le gentilé local de Gringaliers provient du nom du patron du village : saint Gengoult.

## Histoire

### Antiquité
On a trouvé à Lanfroicourt un moulin domestique à grain moulu à la main datant probablement de l'époque gallo-romaine. Le musée lorrain possède également des lames de silex retrouvées sur le territoire de la commune.

### Moyen Âge
Il y a peu de traces restantes du village durant la période du Moyen Âge. Lanfroicourt était dépendant de la châtellenie d'Amance, du diocèse de Metz et appartenant pendant un temps par un certain Bruno de Rozieres, seigneur à la fin du XIIe siècle. Il est aussi mentionné que l’évêque de Metz Adalbéron II ordonna la destruction de la forteresse de du village à la fin du Xe siècle.

### Époque moderne
Autour du XVe – XVIe siècle, le village a pour seigneurs des membres de la Maison de la Mothe. Cette famille est de chevalerie ancienne, originaire du duché de Bar. Louis I de la Mothe est notamment conseiller du duc Charles III.
Un document dont on a perdu la trace nommé Mémoire instructif touchant le triangle situé sur le finage de Lanfroicourt renseigne sur un parc dans le finage de Lanfroicourt. Il est construit par Louis de la Mothe, mort en 1629, seigneur de Lanfroicourt au début du XVIIe siècle. Le parc est un complexe de plaisir et de divertissement ayant la forme d'un triangle. Ce triangle est placé près de la Seille dans un pré et trois grandes allées constituent les grandes faces du triangle. Chaque allée est bordée des deux côtés de canaux alimentés par l'eau de la Seille et sur l'accotement de ces allées étaient plantés des arbres fruitiers rares et des parterres de fleurs. Il y avait près d'un des angles du triangle le moulin de Lanfroicourt ainsi que sur l'angle opposé une grande tour équipée en cuisine et plusieurs chambres. Une petite île artificielle située sur un des canaux du triangle sert de lieu de pique-nique pour le seigneur et ses invités. Il est écrit dans le mémoire que l'un des invités fréquents du seigneur Louis de la Mothe est le duc de Lorraine et de Bar Henri II qui vient avec sa cour manger, se promener et pratiquer la pêche aux canards. Pendant la guerre entre le duc de Lorraine Charles IV et le royaume de France en 1633 qui déclencha des pillages, le peuple de Lanfroicourt et des villages voisins se réfugie plusieurs fois avec ses bêtes dans ce triangle et plus particulièrement dans la tour et le moulin qui leur sert de redoute.
Le mayeur de Lanfroicourt, avec l'autorité des échevins de Nancy, fait exécuter Jeanne Uldéric, sorcière présumée le 9 mai 1588.
En 1789 on compte à Lanfroicourt trois laboureurs fermiers propriétaires d'une "petite" ferme, le reste des habitants ne possède aucune propriété.

### Époque contemporaine

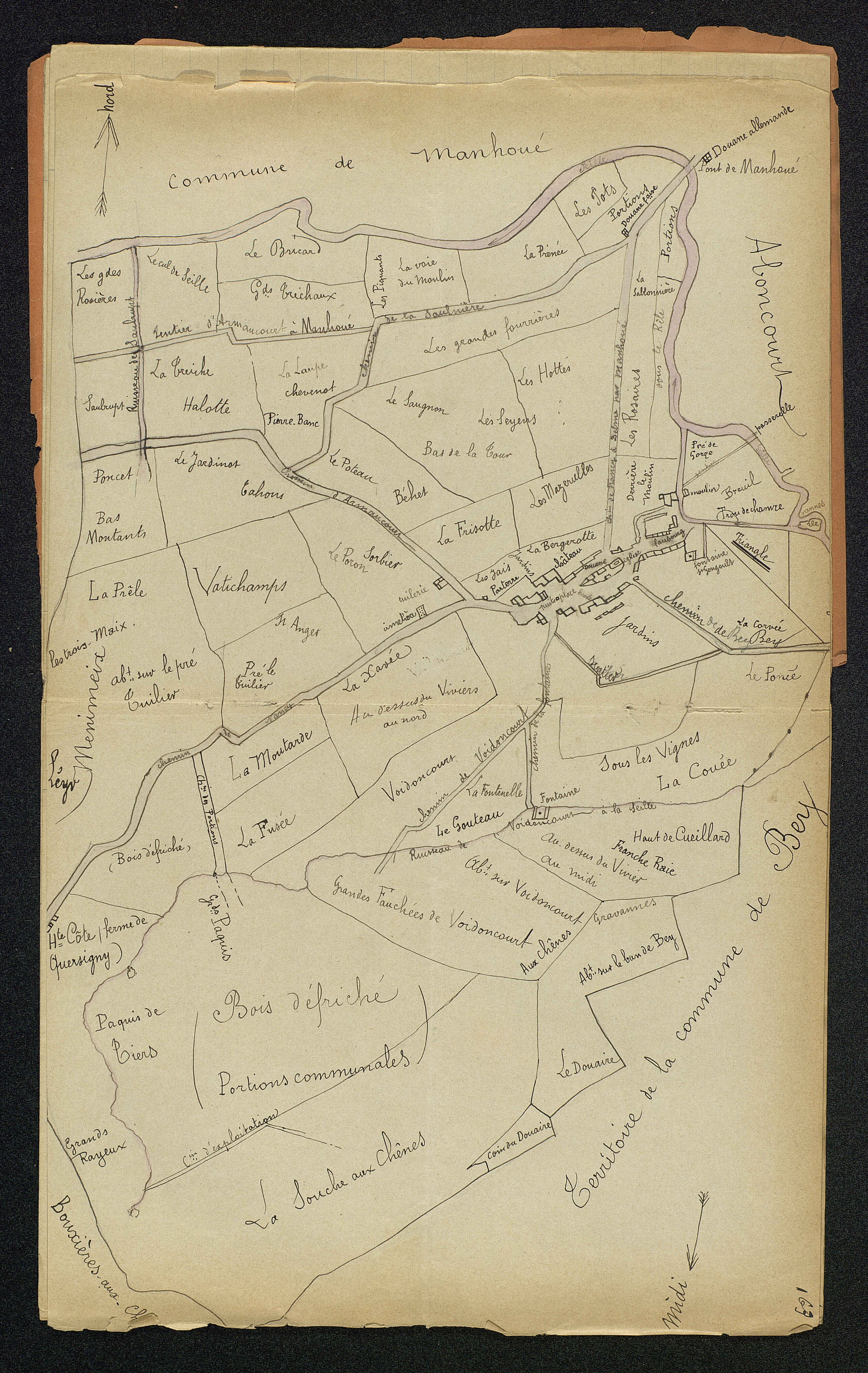
Plan de Lanfroicourt en 1888

En 1821 le village de Lanfroicourt rassemble 50 habitations, un four à chaux, une brasserie et un ancien château. On y cultive le blé, l'avoine, l'orge, le seigle, les pommes de terre, les betteraves, le tabac et le colza.
Une tuilerie qui approvisionne les paroisses alentours est construite en 1868 à l'emplacement d'une ancienne tuilerie.
Lanfroicourt se situant à la frontière franco-allemande, une douane est installée dans l'actuelle rue des Capucines, près de l'église. Elle ouvre en 1871 à sept heures du matin.
L'électricité est probablement amené dans la commune autour de l'année 1886 sur la ligne Moivrons-Lanfroicourt.
Un moulin à eau est signalé en bas du faubourg jusqu'à 1889. Il fonctionne avec deux meules dites "à l'anglaise" produisant une puissance de 15 chevaux. Il est alimenté par un canal relié à la Seille, encore visible aujourd'hui. Une boulangerie proche du moulin faisait partie de la propriété.
Ce moulin qui appartenait à M. Joseph Gérardin est incendié le 24 août 1884. On ne sait pas s'il sera reconstruit par la suite.
L'épidémie de choléra de 1849 s'est déclarée dans le village le 18 septembre. Il y aura au moins treize décès lors de l'épidémie parmi les 313 habitants.

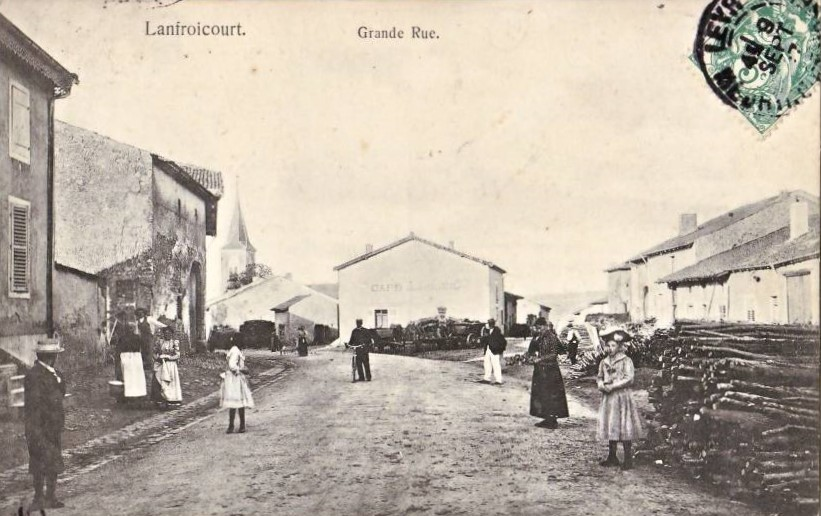
Grande rue et place du village au XIXe siècle
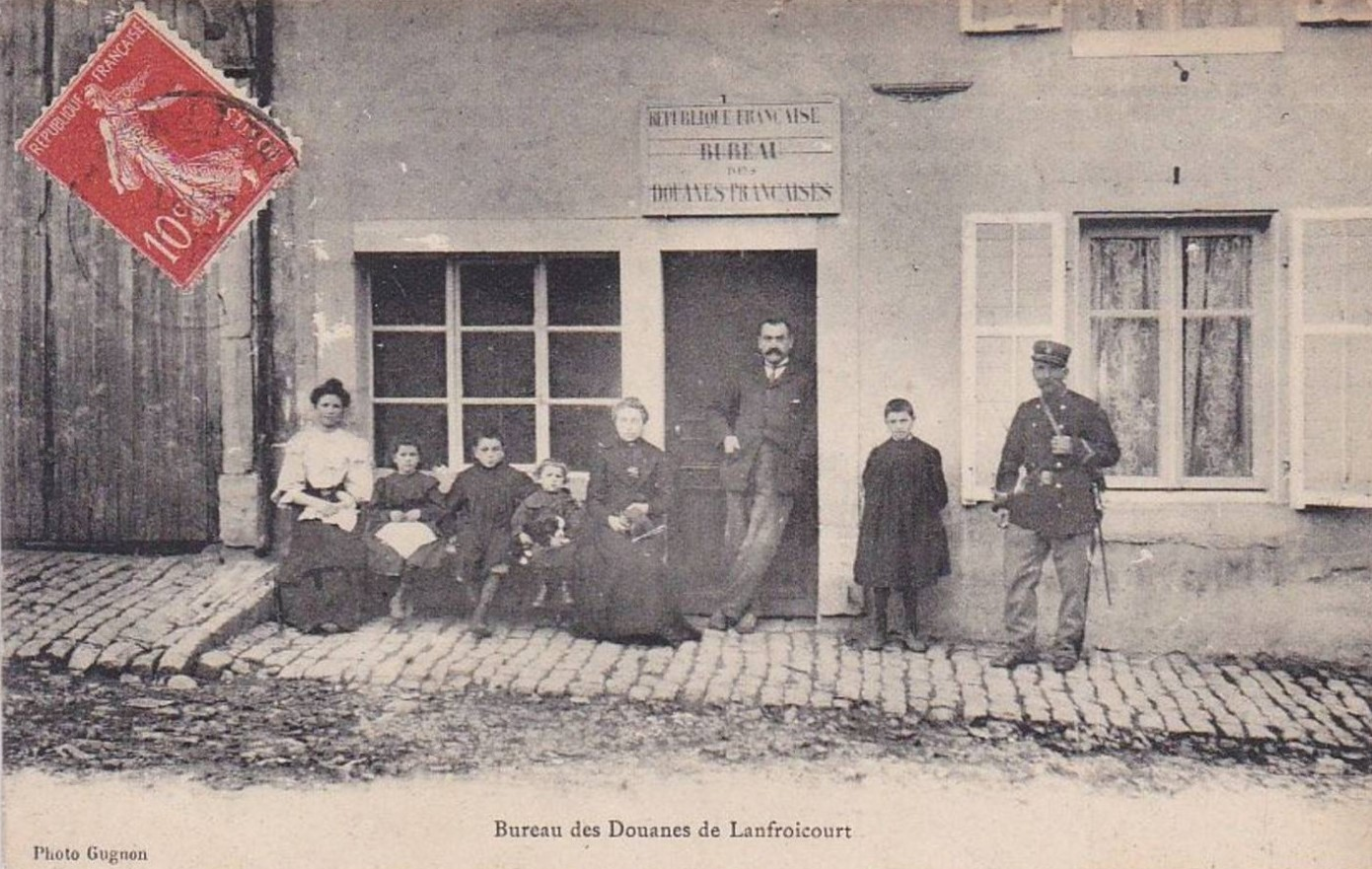
Bureau des Douanes fin du XIXe siècle
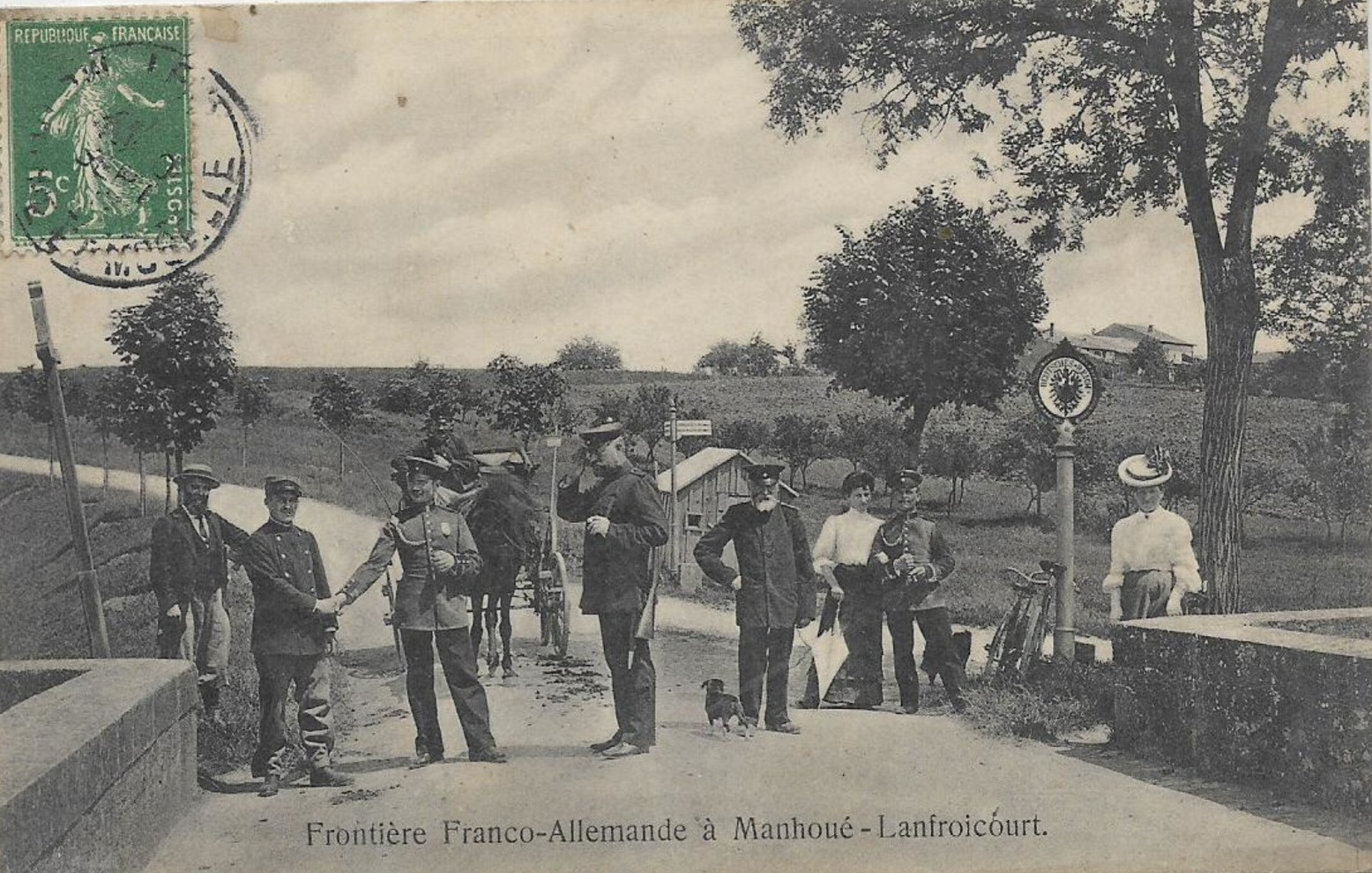
Poteau frontière entre Lanfroicourt (France) et Manhoué (Moselle annexée)
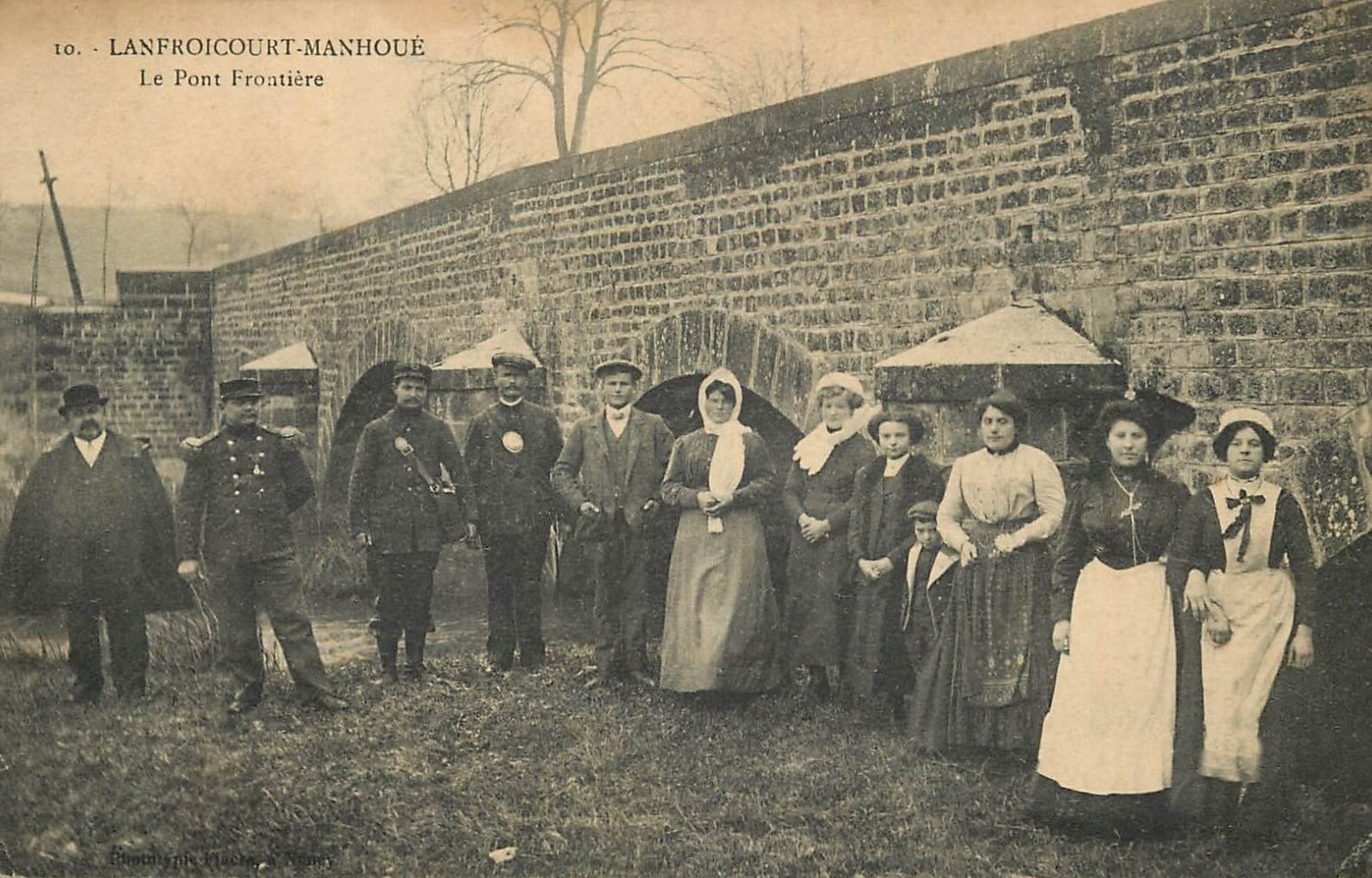
Pont frontière entre Lanfroicourt (France) et Manhoué (Moselle annexée)
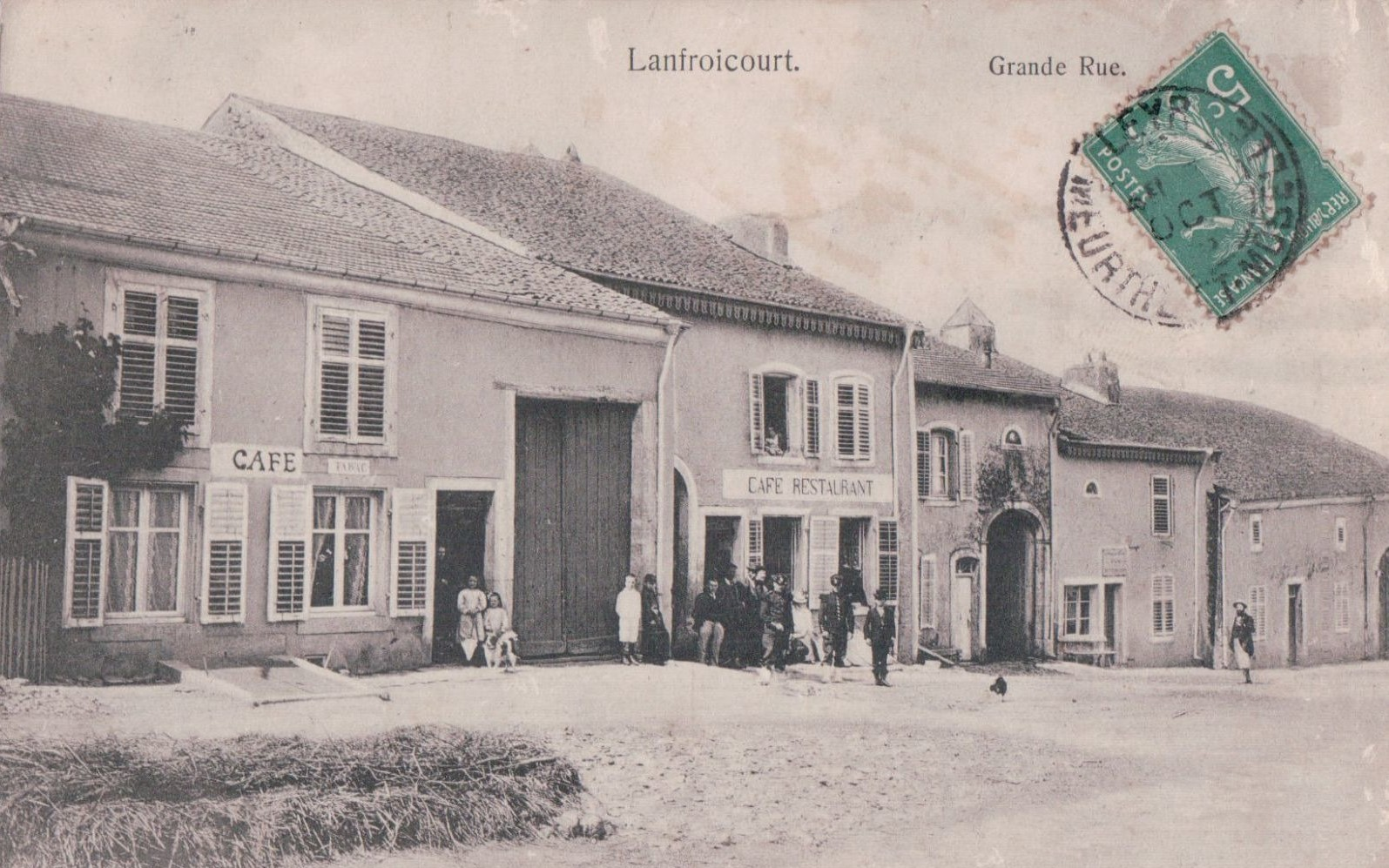
Grande rue (actuelle rue des Capucines) fin XIXe siècle

.

#### Lanfroicourt dans la Première Guerre mondiale
En raison de sa position frontalière de l'Allemagne, Lanfroicourt voit plusieurs entrainements militaires français avant le début de la guerre. Le 8e régiment d'artillerie de Nancy positionne des batteries de canons dans le village en août 1906.

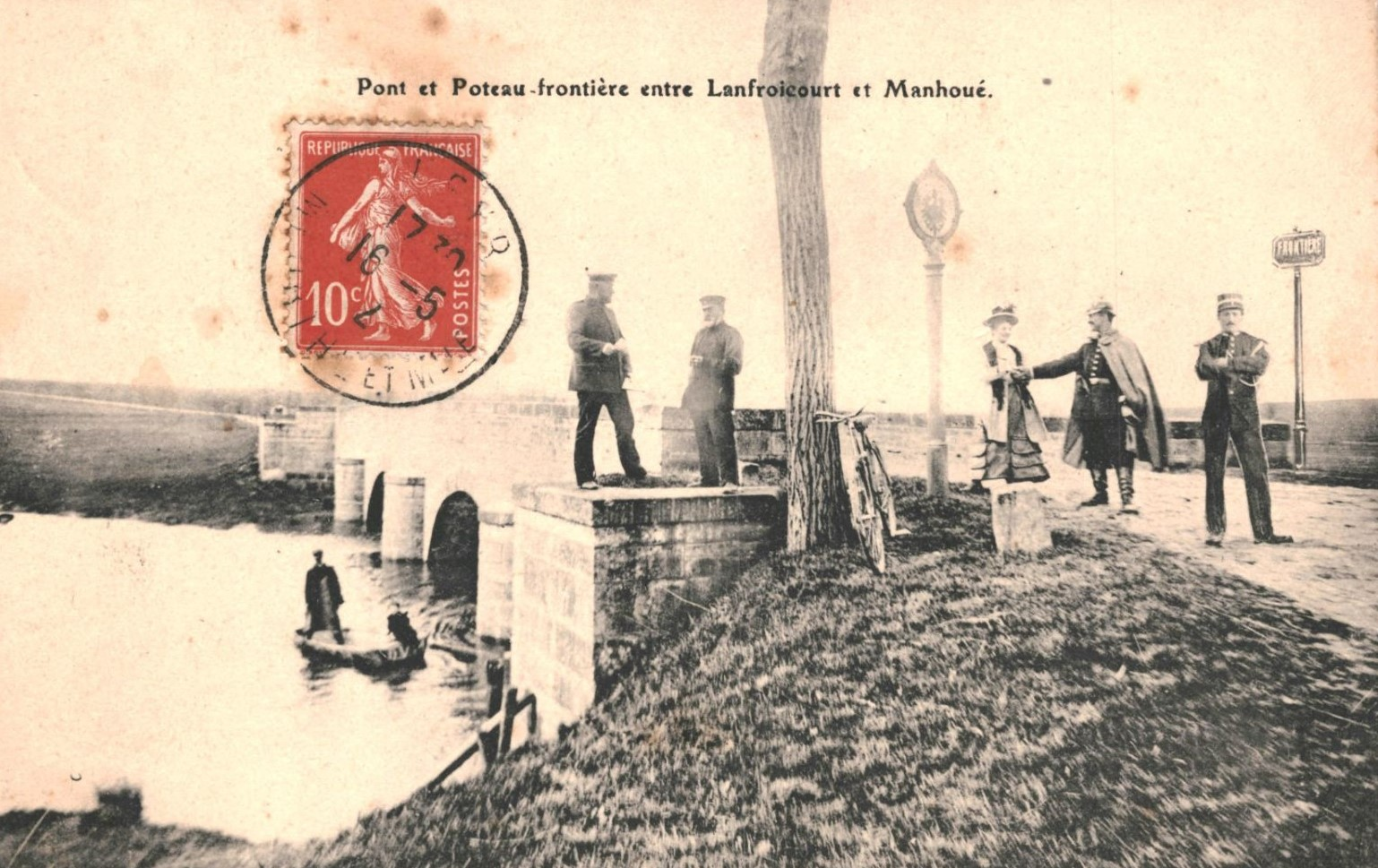
Frontière franco-allemande entre Lanfroicourt (France) et Manhoué (Moselle annexée) à la fin du XIXe siècle.

Après la fin de la guerre. Un camp de prisonnier pour les troupes allemandes est signalé à Lanfroicourt dans la presse. 

Le récit (probablement en partie romancé) des premières semaines de Guerre dans la commune est dans le Journal de la Meurthe et des Vosges du 9 septembre 1917 : 
"Guerre à Lanfroicourt, Du 1er Août au 11 Septembre 1914"
"Le 29 juillet 1914, quand la tension diplomatique se faisait de plus en plus forte, le village de Lanfroicourt n'était gardé que par sa brigade de douane, en tenue de campagne. Il ne survint aucun incident les 30 et 31 juillet, et le 3 août seulement, jour de la déclaration de guerre, le capitaine Vannier vint s'installer avec une compagnie à Lanfroicourt.
Le capitaine Vannier, plus tard commandant et décoré de la Légion d'honneur, logea en haut du village, dans la maison de M. Larminois. Il dormait tout habillé, les fenêtres ouvertes, prêt à se précipiter dans la rue a la moindre alerte.
Le capitaine fil garder le côté français du pont de Manhoué, sur la Seille. Des soldats furent embusqués dans les champs de blé voisins et une vive fusillade éclata sur ce point. Les Allemands arrivaient nombreux et s'avançaient sur toute la longueur du pont.
Le sergent français dépêcha un homme à Lanfroicourt pour demander ce qu'il fallait faire. Le lieutenant de service répondit fièrement : « Dites-lui d'avancer. »
Le soir, il manquait des hommes à l'appel et pour épargner le sang français, on résolut d'occuper Manhoué. Le 8 août 1914, nos troupes se massèrent à Lanfroicourt et pendant que les boulets français éclataient aux abords du village de Manhoué, la cavalerie y arrivait par Bioncourt et l'infanterie par la route ordinaire d'Aboncourt. Les Allemands avaient disparu du clocher de Manhoué ; ils avaient vu de nombreuses troupes à Lanfroicourt et ils s'en allèrent le 8 août à 10 heures du matin.
Après celte petite affaire, M. le Curé de Lanfroicourt tint son presbytère à la disposition du service des blessés. Trois d'entre eux y furent portés sur des brancards et reçurent les soins dévoués de M. Bichard, de Nancy, médecin de l'armée. Un caporal faisait entendre des cris de douleur, puis, comme il se taisait : « les nôtres sont passés, dit-il, mon mal n'est rien. » Hélas ! Ces trois braves qu'on aurait tant voulu sauver, sont morts plus tard de leurs blessures !
Pendant qu'on soignait les vivants au presbytère, on apportait les morts à l'église. Ils étaient trois aussi. L'un d'eux avait une large ouverture à la tête. A un autre les Allemands n'avaient laissé comme habit que son pantalon rouge. Nous avons les noms de ces valeureux : 1° Edmond Chrétien, de Nancy ; 2° Marcel Dherbillé, de Blois ; 3° Edmond-Joseph Ganaye, d'Azerailles.
La population de Lanfroicourt qui avait mis tout son zèle dans la recherche et le transport des blesses et des morts, se distingua également à l'église autour des soldats tués pour la patrie. Des linceuls furent vite donnés et de nombreuses fleurs furent rangées avec goût par les jeunes filles, dans l'avant-chœur, autour de ces courageux, tombés si tôt au champ d'honneur.
Le dimanche 9 août 1914, eut lieu un service impressionnant. A l'église remplie par la population de Lanfroicourt, par les soldats, les chefs et des personnes venues de Bey et d'Armaucourt, M. le Curé chanta la Messe, et fit un discours funèbre. Au cimetière, le capitaine Vannier, monté sur le socle du Calvaire, jura de venger ses soldats.
L'occupation de Manhoué par les Français fut de courte durée. De nombreux cavaliers allemands étaient vus près des bois, guettant la petite garnison. Aussi, le village fut-il évacué avant le 15 août. Nos troupes revinrent derrière la Seille.
Le 20 août, pendant que le son des canons de Morhange retentissait dans nos contrées, une armée française traversait Lanfroicourt, et passant par Manhoué et Jallaucourt, allait occuper le pays de Delme Une partie de l'artillerie attendit au-dessus de Manhoué, tandis que d'autres batteries attaquaient de Malaucourt les sommets de la côte de Delme. Le soir, des renforts passèrent rapidement à Lanfroicourt pour cette armée, dont on espérait le succès et la sécurité de la frontière.
Le 20 août, avant la nuit, un lieutenant de dragons revenant à Lanfroicourt disait à M. le Curé : « Voilà mes hommes, comptez-les, ils étaient 60 ce matin avec moi ». Le groupe, en effet, était réduit ; il n'y avait plus que 29 cavaliers.
Le lieutenant qui accepta une chambre au presbytère de Lanfroicourt, commandait l'avant garde de l'armée. A Lemoncourt, à Delme, il n'avait rien vu. On lui avait dit : après Delme, prenez la route de Metz. Il traversa Puxieux sans difficulté « A deux cents mètres plus loin, dit l'officier, voici un coup de canon. Mon cheval est tué, un de mes hommes, mon second, est blessé Avec beaucoup de mal, je fais rentrer mes cavaliers l'un derrière l'autre au village et transporter le blessé dans une auberge de Puxieux. Les hommes qui manquent ici ne sont pas tous perdus. Ayant eu leurs chevaux blessés ou égarés par la peur, les cavaliers sont dans la ligne au milieu des nôtres. Ils me retrouveront. »
Minuit était passé, quand des dragons vinrent réveiller leur chef. « Mon lieutenant, dirent-ils, nous ne savons pas ce qui se fait. L'infanterie, l'artillerie reviennent. Toute l'armée repasse. Nous tenons à vous avertir ». « En ce cas, dit l'officier, sellez les chevaux. Je vais voir ».
De retour, le lieutenant dit à M. le Curé de Lanfroicourt : « La journée n'a pas été bonne. L'armée se retire. L'ennemi va venir. Attendez le pour 9 heures. S'il met des canons sur les côtes de Manhoué, il vous faudra partir. Vous ferez bien de prévenir le village. »
On était au 21 août, jour de malheur pour Nomeny et Brin. Quel sort était réservé à Lanfroicourt ? M. le Curé, qui était chargé d'avertir sa population, le fit un peu avant le jour. Les familles prirent leur précaution et les fonctionnaires qui restaient encore, quittèrent le village avec un certain nombre d'habitants.
Quand M. le Curé revint de Bey, son annexe, où il avait prévenu ses autres paroissiens, il vit arriver à Lanfroicourt quelques soldats en retard qui demandaient leur chemin, li les avertit de l'arrivée prochaine de l'ennemi et fit partir avec eux ceux qui étaient déjà au village. Des blessés remplissaient une voiture de M. Michel, de Jallaucourt, voiture à grandes échelles, précédée des médecins à cheval. Le voiturier voulait dételer ses chevaux tourmentés par la soif et les conduire à la fontaine. M le Curé le supplia de partir de suite pour éviter un malheur et d'aller plus loin a la fontaine de Quercigny.
Peu de temps après le départ les uhlans arrivaient au galop, parcouraient les rues, fouillaient l'église dont ils ouvrirent même le confessionnal et montaient sur la route de Nancy, où ils furent arrêtés par les coups de feu de nos avants postes. Le fort de la Rochette les ayant aperçus, leur envoya quelques obus dans les rues du village et les obligea à s'en retourner bien plus vite encore qu'ils étaient venus.
L'armée ennemie avait suivi sa cavalerie à la poursuite des Français. Elle s'arrêta sur les collines de Manhoué et d'Aboncourt et se replia, au retour des uhlans, sans avoir franchi la Seille.
Le village de Lanfroicourt ne subit aucun dommage de cette première visite des Allemands. Cependant, on le sentait, on n'était plus en sécurité On voyait, en effet, de grosses colonnes de fumée s'élever au dessus de Nomeny qui brûlait Le dimanche 23 août, le feu détruisait Alaincourt, écart de Bioncourt.
Les Allemands se vengeaient de ses malheureux habitants qui avaient soigné chez eux des blessés français. On voyait tout cela avec terreur. Et puis, on avait aperçu des sentinelles ennemies au guet près des jardins de Lanfroicourt. II y avait péril d'être pris sur les routes. M. le Curé crut prudent de ne pas aller à Armaucourt pour y chanter la messe de ce dimanche Par le fait, l'office de Lanfroicourt put être devancé d'une heure et ce fut pour le bien d'une famille. M. et Mme Robert étaient à la messe, quand un obus tomba devant leur maison et les aurait tués s'ils s'étaient trouvés à leur domicile.
Après le 20 août 1914, Lanfroicourt ne fut plus gardé par des postes permanents. Des patrouilles franchises y vinrent un peu le jour, un peu la nuit. L'une d'elles composée de soldats landais tua dans une embuscade un Allemand et quatre chevaux et blessa un officier qu'on amena au village. Des cavaliers français furent blessés quand, sur la route, malgré des avertissements, ils s'aventuraient trop vers Manhoué. Le capitaine de Barbançois, du 25ème dragons, venu à la passerelle de Bey sur Seille, voulut attaquer l'ennemi de l'autre côté de la rivière, à Blaincourt. Des hommes de Bey tentèrent de le retenir, le suppliant de ne pas avancer sans escorte. Un jeune homme retint même son cheval par la bride. Le capitaine ne voulut rien entendre, déclarant qu'il n'avait pas peur. Il sortit du lit de la Seille, chevaucha quelque peu, puis tomba sous une telle quantité de balles allemandes qu'on le crut foudroyé D'après un avis officiel, il mourut à Volmerange (Lorraine)
A la fin du mois d'août 1914, les troupes françaises ne parurent plus à Lanfroicourt. Les uhlans y arrivaient depuis Manhoué. Montant tranquillement le village, ils firent leur reconnaissance sans danger, jusqu'au 4 septembre, où nous arriva l'avant-garde de l'armée allemande."
Journal de la Meurthe et des Vosges du 9 septembre 1917

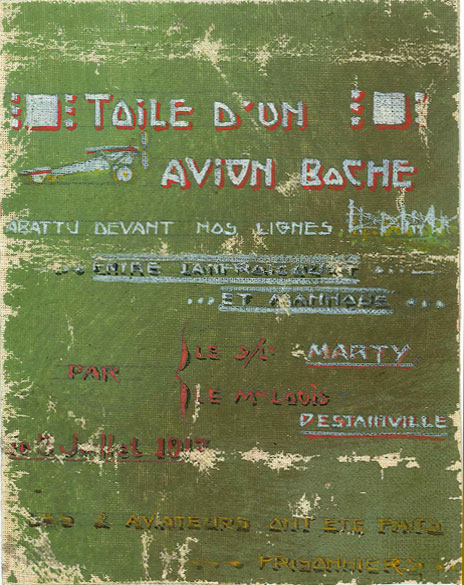
Toile d'avion allemand capturée à Lanfroicourt le 3 juillet 1917

Lors du conflit, Lanfroicourt est le centre de nombreuses manœuvres militaires allemandes et françaises, terrestres et aériennes. Au cours des combats, le village est bombardé et 90% des bâtiments sont détruits (70 habitations sur 76). L'église est notamment détruite par des bombes incendiaires allemandes le 28 août 1915.

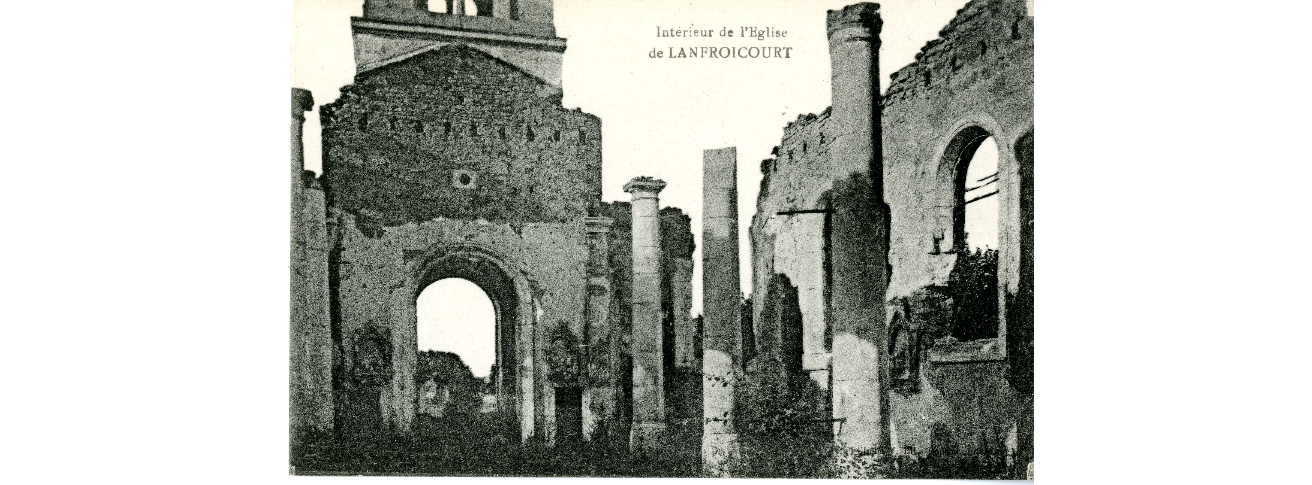
L'église de Lanfroicourt détruite après la Première Guerre mondiale

#### Lanfroicourt pendant la Seconde Guerre mondiale
Lorsque l'armée du troisième Reich envahie la France à l'été 1940, le village se trouvant dans le département de Meurthe-et-Moselle ne sera pas annexé par l'Allemagne nazie comme l'ont été les départements d'Alsace et celui de Moselle. Étant toutefois dans la zone interdite, Lanfroicourt fut occupée par les troupes allemandes.
La libération du village est effectuée par le XIIe corps d'armée du Major General Manton S. Eddy à l'automne 1944.

## Politique et administration
| Période   | Période  | Identité               | Étiquette | Qualité                           |
| --------- | -------- | ---------------------- | --------- | --------------------------------- |
| 1912      | 1914     | Jules Rapp             | SE        | Inconnue                          |
| 1914      | 1919     | M. Larminois (interim) | SE        | Inconnue                          |
| 1919      | 1945     | Jules Rapp             | SE        | Inconnue                          |
| 1971      | 1977     | Paul Emile Voirin      | SE        | Inconnue                          |
| mars 2001 | mai 2020 | Jacques Florentin      | SE        | Retraité salarié du secteur privé |
| mai 2020  | En cours | Bernard Becker,        | SE        | Ancien employé                    |

## Population et société

### Démographie
L'évolution du nombre d'habitants est connue à travers les recensements de la population effectués dans la commune depuis 1793. Pour les communes de moins de 10 000 habitants, une enquête de recensement portant sur toute la population est réalisée tous les cinq ans, les populations de référence des années intermédiaires étant quant à elles estimées par interpolation ou extrapolation. Pour la commune, le premier recensement exhaustif entrant dans le cadre du nouveau dispositif a été réalisé en 2008.

En 2022, la commune comptait 130 habitants, en stagnation par rapport à 2016 (Meurthe-et-Moselle : −0,13 %, France hors Mayotte : +2,11 %).
| 1793 | 1800 | 1806 | 1821 | 1831 | 1836 | 1841 | 1846 | 1851 |
| ---- | ---- | ---- | ---- | ---- | ---- | ---- | ---- | ---- |
| 224  | 270  | 313  | 278  | 305  | 324  | 320  | 315  | 301  |

| 1856 | 1861 | 1872 | 1876 | 1881 | 1886 | 1891 | 1896 | 1901 |
| ---- | ---- | ---- | ---- | ---- | ---- | ---- | ---- | ---- |
| 290  | 306  | 330  | 295  | 264  | 283  | 286  | 324  | 271  |

| 1906 | 1911 | 1921 | 1926 | 1931 | 1936 | 1946 | 1954 | 1962 |
| ---- | ---- | ---- | ---- | ---- | ---- | ---- | ---- | ---- |
| 250  | 212  | 148  | 97   | 98   | 114  | 102  | 105  | 89   |

| 1968 | 1975 | 1982 | 1990 | 1999 | 2006 | 2008 | 2013 | 2018 |
| ---- | ---- | ---- | ---- | ---- | ---- | ---- | ---- | ---- |
| 88   | 90   | 119  | 114  | 127  | 123  | 122  | 128  | 129  |

| 2022 | - | - | - | - | - | - | - | - |
| ---- | - | - | - | - | - | - | - | - |
| 130  | - | - | - | - | - | - | - | - |

## Économie
On cultivait à Lanfroicourt le blé, le seigle, l'orge et l'avoine. Cette production céréalière pouvait être moulue dans le moulin du village. Des vignes étaient cultivées aux alentours du village ainsi que des plantations de chanvre. On élevait les brebis, les vaches et le porc.
Situé dans une place stratégique de la région à quasi égale distance de Nancy, Château-Salins et Pont-à-Mousson, Lanfroicourt voit l'exploitation intensive de ses ressources. C'est notamment le bois qui est convoité pour alimenter les feux des salines alentour (Moyenvic et Château-Salins notamment). Cette exploitation du XVIIIe siècle va dénuder les terrains communaux des bois qui l'occupaient avant.
A la fin du siècle, et comme dans tout le royaume de France, se posent des problématiques liées à la consommation récréative du tabac. Ce produit est taxé depuis Richelieu et sa plantation est interdite pour les particuliers depuis 1719. Face aux prix, les Gringaliers sont souvent obligés de se rendre dans les Provinces-Unies pour y ramener du tabac en contrebande.
Les relations avec les autres villages sont également parfois compliquées. On note des plaintes contre le passage de charrues sur le ban du village par les habitants d'Armaucourt, ce qui met à mal l'intégrité de la nature et des chemins. Enfin, les colombiers des différents villages aux alentours des champs de la commune étaient à l'époque moderne une véritable menace. Les pigeons lâchés pendant les semailles causaient de gros dégâts.
En 1957, M. Gérardin fonde l'Auberge des Capucines en lieu et place du café "Le Gaby". Cet établissement est resté ouvert jusqu'en 2003. Pendant cette période d'activité, le restaurant se verra décerner une étoile par le Guide Michelin.

## Culture locale et patrimoine

### Lieux et monuments
- Maison forte de Lanfroicourt, ancien château ayant appartenu au seigneur de La Mothe, reconstruit en partie par Joseph Sigisbert Magnien de Magnienville en 1760. La porte d'entrée du bâtiment portant ses armoiries[51]. Détruit lors de la Première Guerre mondiale, l'endroit est signalé comme un café-tabac téléphone ensuite, puis il est vendu en 1922[52]. Les nouveaux propriétaires réaménagent l'endroit, et le château redevient une habitation, vendue en 1926[53].
- Fontaine Saint-Gengoult, restaurée en 1999, près de l'emplacement originel du faubourg de Lanfroicourt devenu un petit bois proche de la Seille. Il est dit que quelques fidèles effectuaient un pèlerinage vers ce lieu au XIXe siècle[31].
- Église Saint-Gengoult, construite vers 1700 et reconstruite vers 1853 avec des cloches de 1831 puis installation en 1886 de onze vitraux des ateliers M. A. Bertin à Nancy[54]. Elle est détruite ensuite pendant la 1re Guerre mondiale. C'est l'architecte Charles Hornet qui va reconstruire l'église dans un style néo-roman[55]. L'édifice est terminé en 1924[31]. L'évêque de Nancy, Hippolyte-Marie de La Celle, vient bénir le lieu en personne en octobre de la même année[56]. Depuis 2019, l'église est interdite d'accès par un arrêté municipal, son état de délabrement étant trop avancé.
- Renaissance, œuvre artistique située dans l'ancien faubourg de Lanfroicour, réalisée dans les années 2000 dans le cadre du projet « Tot'M en Seille » par l'artiste Michel Dardaine.
- Le château d'eau de Lanfroicourt a été photographié par l'artiste Jo Brunenberg dans le cadre de sa série "Portraits de Châteaux d'eau". En 2020, le photographe présentera son travail à la galerie d’art De Annex à Weert[57].

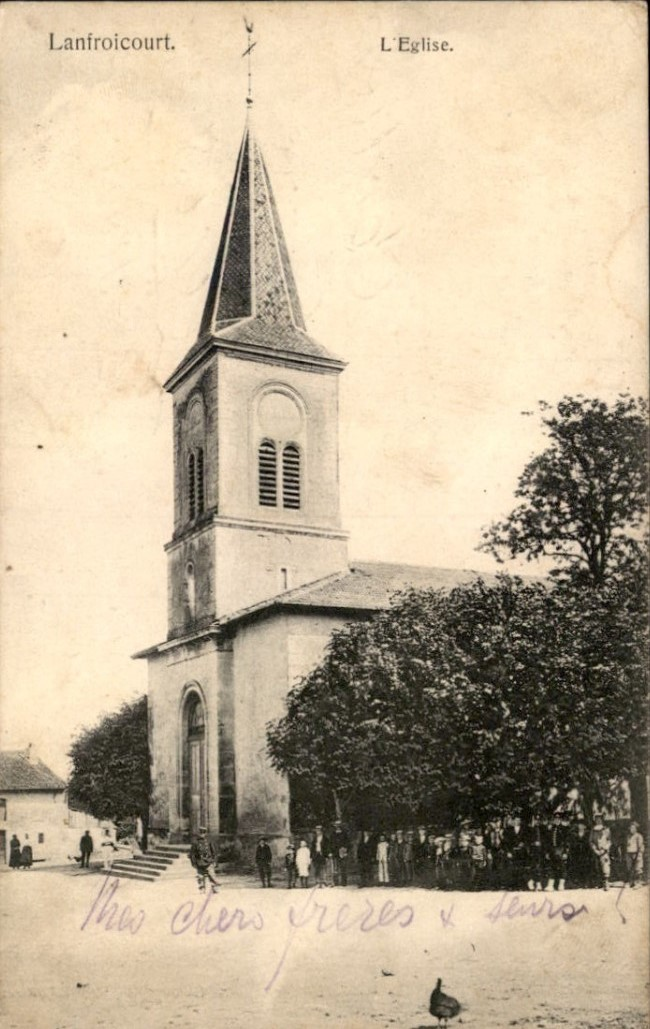
L'église au XIXe siècle, avant 1915
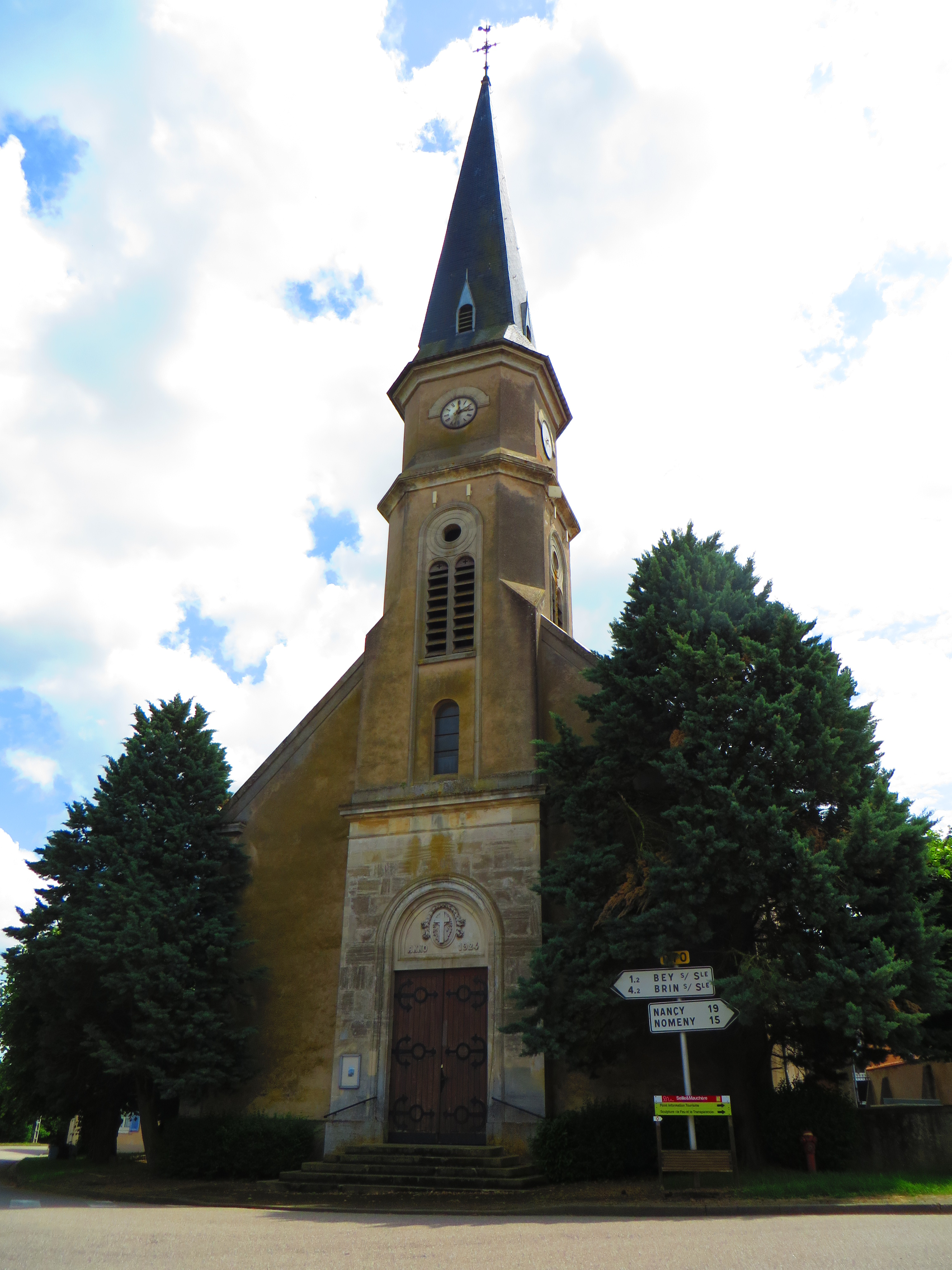
Église Saint-Gengoult
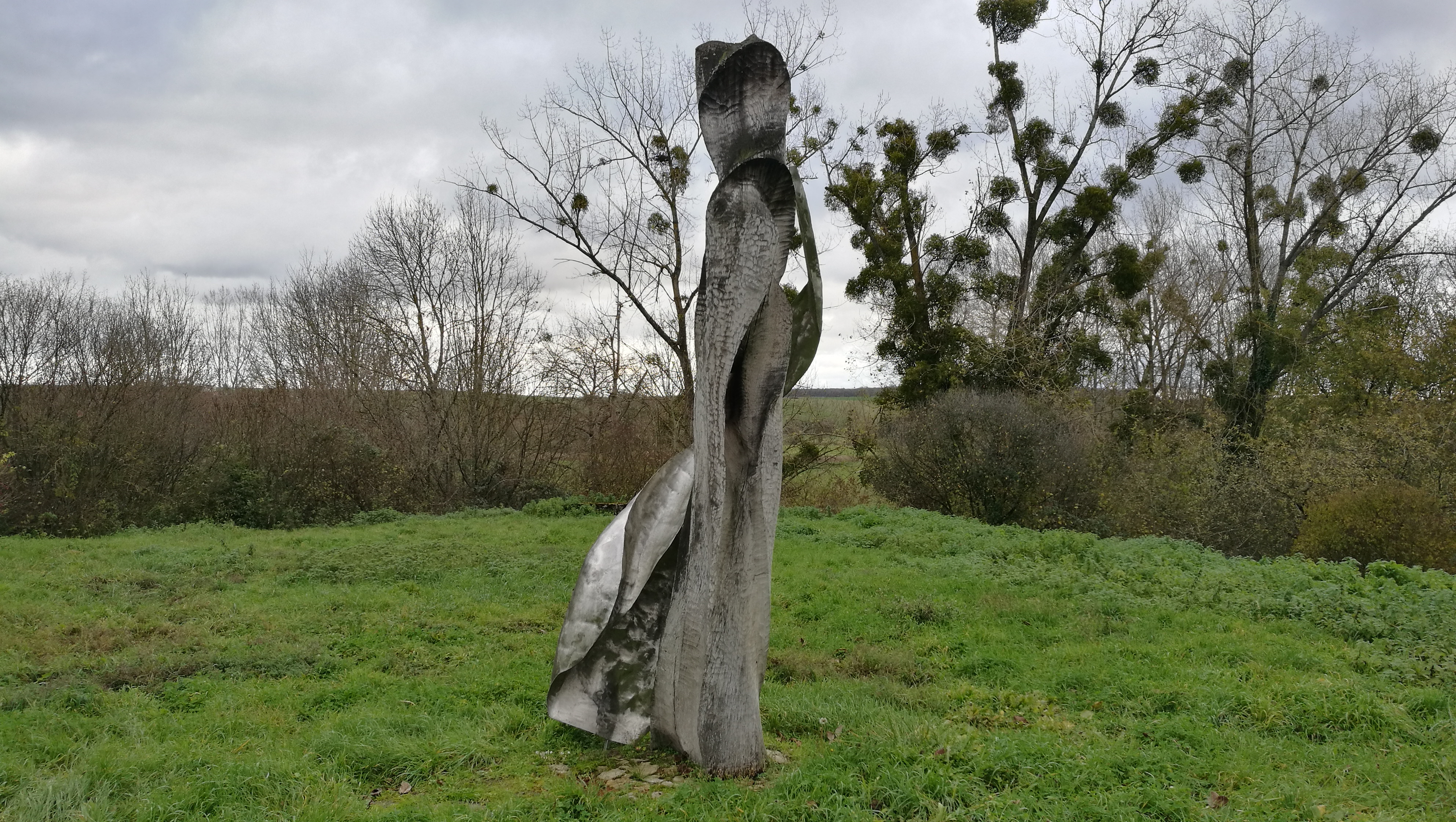
Totem « Renaissance »

.

### Héraldique, logotype et devise
| Blason de Lanfroicourt | Blason  | D'azur à l'écusson d'argent accompagné de trois molettes d'éperon d'or. |
| Blason de Lanfroicourt | Détails | Ce blason est composé des armes d'Amance (l'écu d’argent) et de celles de Françoise Gauvain, Dame de Lanfroicourt, qui portait d'azur au triangle d'or accompagné de trois molettes d'éperons de même. Le statut officiel du blason reste à déterminer. |